# لیا مک‌هیو
لیا راین مک‌هیو (انگلیسی: Lia Ryan McHugh؛ زادهٔ ۲۰۰۵) بازیگر آمریکایی است. وی از سال ۲۰۱۶ میلادی تاکنون مشغول فعالیت بوده‌است. او نقش اسپرایت را در فیلم ابرقهرمانی جاودانگان (۲۰۲۱) ساختهٔ دنیای سینمایی مارول ایفا کرده‌است.
از دیگر فیلم‌ها یا برنامه‌های تلویزیونی که وی در آن نقش داشته‌است می‌توان به شب‌های داغ تابستان (۲۰۱۷) کلبه (۲۰۱۹) و آواز پرنده (۲۰۲۰) اشاره کرد.